# Miss Goiás BE Emotion 2019
Miss Goiás BE Emotion 2019 foi a 64ª edição do tradicional concurso de beleza feminino de Miss Goiás BE Emotion, válido para a disputa de Miss Brasil BE Emotion 2019,  único caminho para o Miss Universo. A disputa teve a participação de quinze (15) candidatas e ocorreu no espaço de eventos "Maktub", localizado na capital do Estado. A cerimônia foi comandada pela Miss Goiás 2005 Nevilla Palmieri.  A vencedora foi a representante de Aparecida de Goiânia  Isadora Dantas,  coroada por sua antecessora, Miss Goiás BE Emotion 2018 Giovanna Veríssimo. 

## Resultados

### Colocações
| Posição    | Município e candidata                               |
| Vencedora  | - Aparecida de Goiânia - Isadora Dantas             |
| 2º. Lugar  | - Goiânia - Laura Del Rio                           |
| 3º. Lugar  | - Anicuns - Tayrine Soares                          |
| Finalistas | - Minaçu - Dryca Sampaio - Uruaçu - Valkíria Xavier |

## Candidatas

### Oficiais
Disputaram o título este ano: 
| - Alto Horizonte - Izabela Tavares - Anápolis - Fernanda Caixeta - Anicuns - Tayrine Soares - Aparecida de Goiânia - Isadora Dantas - Cachoeira Alta - Shannaya Whisnney | - Formosa - Thalía Gomes - Goianápolis - Marcella Arantes - Goianésia - Carolaine Vaz - Goiânia - Laura Del Rio - Itaberaí - Júlia Alves | - Jataí - Jéssica Rocha - Minaçu - Dryca Sampaio - Uruaçu - Valkíria Xavier - Trindade - Isabela Falcão - Santa Helena - Lannussy Silva |

## Jurados

### Final
Ajudaram a escolher a campeã: 
1. Daniel Castejon, fotógrafo;
2. Karina Ades, diretora geral do Miss Brasil;
3. Daniella Mendonça, odontóloga estética;
4. Luana Chaves, Miss Goiás 2002;
5. Netto Mendes, maquiador;

### Técnico
Ajudaram a definir o Top 05:
1. Alessandra Câmara, jornalista;
2. Karina Ades, diretora geral do Miss Brasil;
3. Luciano Servulo, beauty designer;
4. Raylane Mota, dançarina;